# Rádio Imaculada
Rádio Imaculada é uma estação de rádio brasileira com sede em São Bernardo do Campo, em São Paulo, que opera nos 1490 kHz em AM para ouvintes da Região Metropolitana de São Paulo. Sua concessão está em Mauá. Pertence ao movimento carismático católico Milícia da Imaculada, e é a "cabeça de rede" da Rede Imaculada.

## História
Movimento de evangelização da Igreja Católica Apostólica Romana fundado por São Maximiliano Kolbe em Roma no ano de 1917, a Associação Milicia da Imaculada dos Frades Menores Coventuais chegou ao Brasil em 1987, sediada em São Bernardo do Campo. Tendo como uma de suas missões a difusão do catolicismo nos meios de comunicação, o movimento conseguiu, em 1988, cerca de cinco minutos na programação diária da antiga Rádio Clube de Santo André (atual Rádio Trianon).
Em dia 11 de maio de 1995, com o apoio das dioceses de Santo André e Santo Amaro, ambas em São Paulo, a Associação Milícia da Imaculada dos Frades Menores Conventuais em São Bernardo do Campo, a Milicia da Imaculada assumiu a direção e programação da então Rádio Mauá (1490 AM), localizada em Mauá. Inaugurada em 8 de dezembro de 1989, a Rádio Mauá apresentava uma programação comercial marcada por música, jornalismo e programas de variedades.
A antiga Mauá foi rebatizada, passando a ser conhecida como Rádio Imaculada Conceição 1490 AM e se transformou em "cabeça de rede" da Rede Imaculada, ou seja, a ser geradora da programação para diversas emissoras espalhadas pelo Brasil. Além de ser a maior rede radiofônica do Brasil, a Rede Imaculada tem alcance a outros países da América Latina e do Norte, Europa e África.
Na Grande São Paulo, a rádio possui apenas 5.000 watts de potência e conta com 24 horas de programação quase toda ao vivo e voltada para evangelização, marcada pela participação do ouvinte, programas de oração, musicais e entrevistas. Também possui com conexão direta com a Rádio Vaticano, cujo correspondente divulga dois boletins de notícias por dia. Seu público predominantemente é feminino, entre 35 a 45 anos, e de classe média baixa.
A emissora, que não veicula comerciais, é mantida por doações espontâneas dos seus colaboradores e ouvintes.